# Kenji Mizoguchi
Kenji Mizoguchi (Tokyo, 16 maggio 1898 – Kyoto, 24 agosto 1956) è stato un regista giapponese.
Considerato uno dei più importanti ed influenti registi giapponesi degli anni '50, insieme a Akira Kurosawa, Yasujirō Ozu e Masaki Kobayashi ha reso celebre il cinema nipponico agli occhi del mondo.
Nel corso degli anni '50 del Novecento, diresse alcuni dei più celebri film giapponesi di sempre, come La vita di O-Haru - Donna galante, I racconti della luna pallida d'agosto, L'intendente Sansho e Gli amanti crocifissi.

## Biografia
Nacque a Tokyo come figlio di un carpentiere; le condizioni iniziali della famiglia erano precarie, tanto che la sorella maggiore fu venduta come geisha, evento che lo influenzò molto.
Mantenne una fiera resistenza contro il padre, violento contro la madre e la sorella. All'età di tredici anni smise di frequentare la scuola ed entrò all'istituto per la ricerca sulla pittura occidentale. Successivamente si trasferisce a Kōbe, dove lavora come illustratore presso il giornale Matha Shinpo.
Ritornato nella sua città natale, Tokyo, comincia a lavorare nel settore cinematografico nella casa di produzione Nikkatsu come assistente di registi come Ōguchi, Suzuki e Tanaka; nel 1922 inizia la sua carriera come regista, realizzando Ai ni Yomihaeru Hi mentre nel 1930 gira il suo primo film sonoro. Dopo aver realizzato oltre quarantasette film (di cui se ne sono conservati solo due) lascia la Nikkatsu nel 1932 e nel 1934 contribuisce alla fondazione della Daiichi Eiga di Kyoto.
Negli anni trenta lavora per varie case di produzione e ha uno dei suoi maggiori successi, Naniwa Hika e Gion no Shimai, film che dovevano far parte di una trilogia sul realismo sociale, che tuttavia non è mai stata completata. Nel 1939 inizia a lavorare alla Shochiku di Kyoto, realizzando una trilogia del genere geido mono (film sulla vita degli attori di teatro), ma soprattutto Genroku Chushingura, tratto da un classico della letteratura giapponese.
Nonostante una vita privata travagliata a causa della malattia mentale della moglie, il suo prestigio nel mondo del cinema aumenta: negli anni quaranta realizza oltre un film all'anno, ricopre alcune cariche istituzionali nel mondo del cinema giapponese e nel 1951 passerà alla Daiei, alla quale resterà fedele (tranne un paio di eccezioni) fino alla morte, lavorando anche come direttore generale.
Negli anni cinquanta inizia ad essere conosciuto anche in occidente grazie al successo di Rashomon, diretto da Akira Kurosawa e prodotto dalla Daiei Motion Picture Company. In questo periodo gira alcuni suoi capolavori, regolarmente ospitati dalla Mostra del cinema di Venezia, dove vince per tre volte il Leone d'argento con Vita di O-Haru, donna galante (Saikaku Ichidai Onna) nel 1952, I racconti della luna pallida d'agosto (Ugetsu Monogatari) nel 1953 (anno del suo primo viaggio in Europa) e L'intendente Sansho (Sansho Dayu) nel 1954.
Mizoguchi morì di leucemia all'età di 58 anni.
A Venezia fu ricordato nel 1980 con un'importante retrospettiva comprendente trenta film, alla 37ª Mostra del Cinema.

## Filmografia
- Ai ni yomigaeru hi (1923)
- Kokyō (1923)
- Seishun no yumeji (1923)
- Jōen no chimata (1923)
- Haizan no uta wa kanashi (1923)
- 813 (1923)
- Kiri no minato (1923)
- Haikyo no naka (1923)
- Yoru (1923)
- Chi to rei (1923)
- Tōge no uta (1923)
- Kanashiki hakuchi (1924)
- Akatsuki no shi (1924)
- Gendai no joō (1924)
- Jose wa tsuyoshi (1924)
- Jinkyō (1924)
- Shichimenchō no yukue (1924)
- Samidare zōshi (1924)
- Kanraku no onna (1924)
- Kyokubadan no joō (1924)
- Musen fusen (1925)
- Gakusō o idete (1925)
- Daichi wa hohoemu (1925)
- Shirayuri wa nageku (1925)
- Akai yōhi ni terasarete (1925)
- Gaijō Suketchi (1925)
- Ningen (1925)
- Furusato no uta (1925)
- Nogi taishō to Kuma-San (1925)
- Dōka ō (1926)
- Kaminingyō haru no sasayaki (1926)
- Shin ono ga tsumi (1926)
- Kyōren no onna shishō (1927)
- Kaikoku danji (1927)
- Kane (1927)
- Kō-on (1927)
- Jihi shinchō (1927)
- Hito no isshō (1928)
- Musume Kawaiya (1928)
- Nihonbashi (1929)
- Asahi wa gagayaku (1929)
- Tōkyō kōshinkyoku (1929)
- Tokai kōkyōgaku (1929)
- Furusato (1930)
- Tōjin okichi (1930)
- Shikamo karera wa yuku (1931)
- Toki no ujigami (1932)
- Manmō kenkoku no reimei (1932)
- Taki no shiraito (1933)
- Gion maturi (1933)
- Jinpōren (1935)
- Aizō tōge (1935)
- O-Sen delle cicogne di carta (Orizuru osen) (1935)
- Maria no Oyuki (1935)
- Gubijinsō (1935)
- Elegia di Osaka (Naniwa hika) (1936)
- Le sorelle del Gion (Gion no shimai) (1936)
- Aien kyō (1937)
- Roei no uta (1938)
- Aa kokyō (1938)
- La storia dell'ultimo crisantemo (Zangiku monogatari) (1939)
- Naniwa onna (1940)
- Geidō ichidai otoko (1941)
- La vendetta dei 47 ronin (Genroku Chūshingura) (1941)
- Danjurō sandai (1944)
- Miyamoto Musashi (1944)
- Meitō bijomaru (1945)
- Hisshōka (1945)
- Jōsei no shōri (1946)
- Utamaro e le sue cinque mogli (Utamaro o meguru gonin no onna) (1946)
- Joyū Sumako no koi (1947)
- Le donne della notte (Yoru no onnatachi) (1948)
- Il mio amore brucia (Waga koi wa moenu) (1949)
- Il ritratto della signora Yuki (雪夫人絵図, Yuki fujin ezu) (1950)
- La signora Oyû (Oyōsama) (1951)
- La signora di Musashino (Musashino fujin) (1951)
- La vita di O-Haru - Donna galante (Saikaku ichidai onna) (1952)
- I racconti della luna pallida d'agosto (Ugetsu monogatari) (1953)
- La musica di Gion (Gion bayashi) (1953)
- L'intendente Sansho (Sanshō dayū) (1954)
- Una donna di cui si parla (Uwasa no onna) (1954)
- Gli amanti crocifissi (Chikamatsu monogatari) (1954)
- L'imperatrice Yang Kwei-fei (Yōkihi) (1955)
- La nuova storia del clan Taira (Shin Heike monogatari) (1955)
- La strada della vergogna (Akasen chitai) (1956)